# Jakob Bruun
Jakob Bruun (født 1568; død 1628), var sekretær hos rigets kansler Niels Kaas.
Efter Kaas' død blev Bruun ansat hos kong Christian 4. som sølvpop. Han blev pensioneret ved at få Søllemarksgård på Samsø i forlening til sin død. Gården blev dog efter Bruns død givet til enken, og senere til hans søn Jens. I en kort periode var gården givet til en adelsmand, men han ville ikke have den.
Søllemarksgård brændte senere og herregården Brattingsborg opstod i stedet for.